# Catamacta
Catamacta là một chi bướm đêm thuộc phân họ Tortricinae của họ Tortricidae.

## Các loài
- Catamacta alopecana (Meyrick, 1885)
- Catamacta gavisana (Walker, 1863)
- Catamacta imbriculata Meyrick, 1938
- Catamacta lotinana (Meyrick, 1883)
- Catamacta manticopa Meyrick, 1934
- Catamacta rureana (Felder & Rogenhofer, 1875)
- Catamacta scrutatrix Meyrick, 1912